# Subrahmanyan Chandrasekhar

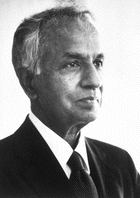
Subrahmanyan Chandrasekhar

Subrahmanyan Chandrasekhar Ausspracheⓘ (* 19. Oktober 1910 in Lahore, Britisch-Indien; † 21. August 1995 in Chicago) war US-amerikanischer (Astro-)Physiker indischer, genauer tamilischer Herkunft und 1983 Nobelpreisträger für Physik.

## Leben und Werk
Der indische Physiker C. V. Raman (Chandrasekhara Venkata Raman; 1888–1970) war sein Onkel. Der Namensbestandteil Subrahmanyan ist ein patronymischer, kein Familienname, deshalb wird mit Bezug auf ihn Chandrasekhar verwendet. Chandrasekhar (genannt Chandra) übersiedelte mit seiner Familie 1918 nach Madras, wo er das College besuchte. 1930 verließ Chandrasekhar sein Heimatland und setzte seine Studien der Physik am Trinity College in Cambridge (England) fort, was aufgrund eines Stipendiums möglich war. In den 18 Tagen auf See – von Madras nach Southampton – schrieb Chandrasekhar Physikgeschichte. Im Alter von 19 Jahren berechnete und fand er die Grenzmasse für Weiße Zwerge, die Chandrasekhar-Grenze, nach der die Masse eines Weißen Zwerges nicht mehr als ungefähr 1,4 Sonnenmassen betragen kann. Der zu dieser Zeit bedeutende Astrophysiker Arthur Eddington sah dies im Widerspruch zu seinen Ergebnissen und bekämpfte Chandrasekhar nicht nur wissenschaftlich, sondern auch auf persönlicher Ebene. Dies war möglicherweise auch ein Grund, warum Chandrasekhar 1937 an die Universität von Chicago wechselte, wo er bis zu seinem Tod 1995 blieb. Chandrasekhar promovierte 1933 und erhielt (zu seiner eigenen Überraschung) ein weiteres Stipendium am Trinity College. Dadurch konnte er seine Arbeit über den von ihm entdeckten Grenzwert fortsetzen und zum Abschluss bringen. 1983 erhielt er den Nobelpreis für Physik „für seine theoretischen Studien der physikalischen Prozesse, die für die Struktur und Entwicklung der Sterne von Bedeutung sind“.
Seine Forschungsergebnisse legte er häufig in Monografien vor, so über den Aufbau der Sterne 1939 („Introduction to the study of stellar structure“), Dynamik von Stern-Systemen 1943, Strahlungstransport 1950, hydrodynamische Stabilität 1961, Rotationsfiguren von Flüssigkeiten 1969 („Ellipsoidal Figures of Equilibrium“) oder die mathematische Theorie schwarzer Löcher 1983.
1995 veröffentlichte er eine Ausgabe von Newtons Principia, die er mit einem ausführlichen Kommentar versah – „Newton’s Principia for the Common Reader“.

## Schriften
- Plasma physics, University of Chicago Press 1960
- Ellipsoidal figures of equilibrium, Yale University Press 1967, Dover 1987
- Hydrodynamic and hydromagnetic stability, Oxford, Clarendon Press 1961, Dover 1981
- Principles of stellar dynamics, University of Chicago Press 1942, Dover 1960, 2005
- Radiative Transfer, Oxford, Clarendon Press 1950, Dover 1960
- Introduction to the study of stellar structure, University of Chicago Press 1939, Dover 1957
- The mathematical theory of black holes, Oxford University Press, 1983, 1992
- Eddington – the most distinguished astrophysicist of his time, Oxford University Press 1983
- Newton´s Principia for the common reader, Oxford University Press 1995
- Truth and beauty: aesthetics and motivations in science, University of Chicago Press 1987
- Kameshwar C. Wali (Hrsg.): A quest for perspectives: Selected Works of S. Chandrasekhar. 2 Bände, Imperial College Press/World Scientific 2001
- Selected papers, 7 Bände, University of Chicago Press:
  - Band 1: Stellar structure and stellar atmospheres, 1989
  - Band 2: Radiative transfer and negative ion of hydrogen, 1989
  - Band 3: Stochastic, statistical, and hydromagnetic problems in physics and astronomy, 1989
  - Band 4: Plasma physics, hydrodynamic and hydromagnetic stability and applications of the tensor virial theorem, 1989
  - Band 5: Relativistic astrophysics, 1990
  - Band 6: The mathematical theory of black holes and colliding plane waves, 1991
  - Band 7: The non radial oscillations of stars in general relativity and other writings, 1996
- Stochastic problems in physics and astronomy, Reviews of Modern Physics, Band 15, 1943, S. 1–89.

## Mitgliedschaften
1945 wurde er gewähltes Mitglied der American Philosophical Society. 1946 wurde Chandrasekhar in die American Academy of Arts and Sciences gewählt. Seit 1955 war er Mitglied der National Academy of Sciences. 1973 wurde er korrespondierendes Mitglied der Bayerischen Akademie der Wissenschaften. Die Académie royale des Sciences, des Lettres et des Beaux-Arts de Belgique nahm ihn 1964 als assoziiertes Mitglied auf.

## Ehrungen
- 1949: Henry Norris Russell Lectureship
- 1952: Bruce Medal
- 1953: Goldmedaille der Royal Astronomical Society
- 1962: Royal Medal der Royal Society
- 1966: National Medal of Science
- 1968: Padma Vibhushan
- 1973: Marian-Smoluchowski-Medaille
- 1974: Dannie-Heineman-Preis für mathematische Physik
- 1979: Ein 1970 entdeckter Asteroid des äußeren Hauptgürtels wurde nach ihm benannt: (1958) Chandra
- 1981: erster Tomalla-Preis
- 1983: Nobelpreis für Physik
- 1984: Copleymedaille
- 1986: Karl-Schwarzschild-Medaille der Astronomischen Gesellschaft
- Zu Ehren Subrahmanyan Chandrasekhars wurde ein von der NASA gebauter und 1999 gestarteter Röntgensatellit Chandra X-Ray Observatory benannt.